# Vilma Facunda Bedia
Vilma Facunda Bedia (27 de noviembre de 1961) es una docente y política argentina. Es Senadora de la Nación Argentina por Jujuy desde 2023 por el Partido Renovador Federal. A mediados de marzo de 2024 Bedia desató un escándalo a nivel nacional cuando fue revelado por investigaciones periodísticas que la actual legisladora de La Libertad Avanza decidió contratar de manera oculta a casi toda su familia para que cobren un salario mensual del Estado, en un ostensible caso de nepotismo y corrupción. Solo en la planta del Senado ubicó a sus tres hijos, al menos un hermano, una sobrina y hasta una cuñada. Recién en los últimos días de marzo, luego de semanas de controversias en las que negó estar cometiendo delito o aprovechamiento
```
Bedia tenía como asesores a cuatro de los once hermanos, hijos, sobrinos y nuera que nombró en diferentes cargos.
[
5
]
 Para mediados de 2024 Bedia seguía manteniendo a uno de sus hijos y a una sobrina en sus cargos, al igual que otros senadores libertarios que también nombraron familiares como asesores o trabajadores del Estado.
[
6
]
```

## Biografía
Bedia es pastora de una iglesia evangélica. 
Ingreso en la política tras los protocolos del estado de cara al Covid-19, en la coalición La Libertad Avanza a la que se sumó por la red social Facebook. Fue electa Senadora de la Nación Argentina en 2023 por Jujuy, con un 38.04% de los votos asumió junto a Ezequiel Atauche.A poco de asumir causó revuelo nacional cuando revelaciones periodísticas pusieron en tela de juicio la integridad del partido y de la propia Senadora al
revelarse un caso de nepotismo al nombrar a su propio hijo en un cargo en el Senado de la Nación con un sueldo público superior al millón de pesos.pese a no contar con ninguna experiencia administrativa y trabajar ocasionalmente de fotógrafo en fiestas.la controversia en el senado se agravó tras la revelaciones del nombramiento de Pedro Patricio Atauche, hermano del presidente del bloque libertario en el Senado, Ezequiel Atauche, con otro cargo con un sueldo superior al millón de pesos. Tras las acusaciones por la designación de familiares en puestos públicos por parte de Senadores de la Libertad Avanza varios opositores pidieron revertir los nombramientos del bloque oficialista.